# Fusitriton
Fusitriton is een geslacht van weekdieren uit de klasse van de Gastropoda (slakken).

## Soorten
- Fusitriton brasiliensis T. Cossignani & V. Cossignani, 2003
- Fusitriton galea Kuroda & Habe in Habe, 1961
- Fusitriton laudandus Finlay, 1926
- Fusitriton magellanicus (Röding, 1798)
- Fusitriton oregonensis (Redfield, 1846)
- Fusitriton retiolus (Hedley, 1914)
- Fusitriton takedai Habe, 1979

### Synoniemen
- Fusitriton algoensis Tomlin, 1947 => Fusitriton murrayi (E. A. Smith, 1891) => Fusitriton magellanicus (Röding, 1798)
- Fusitriton antarcticus Powell, 1958 => Antarctoneptunea aurora (Hedley, 1916)
- Fusitriton aurora Hedley, 1916 => Antarctoneptunea aurora (Hedley, 1916)
- Fusitriton futuristi Mestayer, 1927 => Fusitriton laudandus Finlay, 1926
- Fusitriton midwayensis Habe & Okutani, 1968 => Sassia midwayensis (Habe & Okutani, 1968)
- Fusitriton murrayi (E. A. Smith, 1891) => Fusitriton magellanicus (Röding, 1798)